# アレック・ボールドウィン

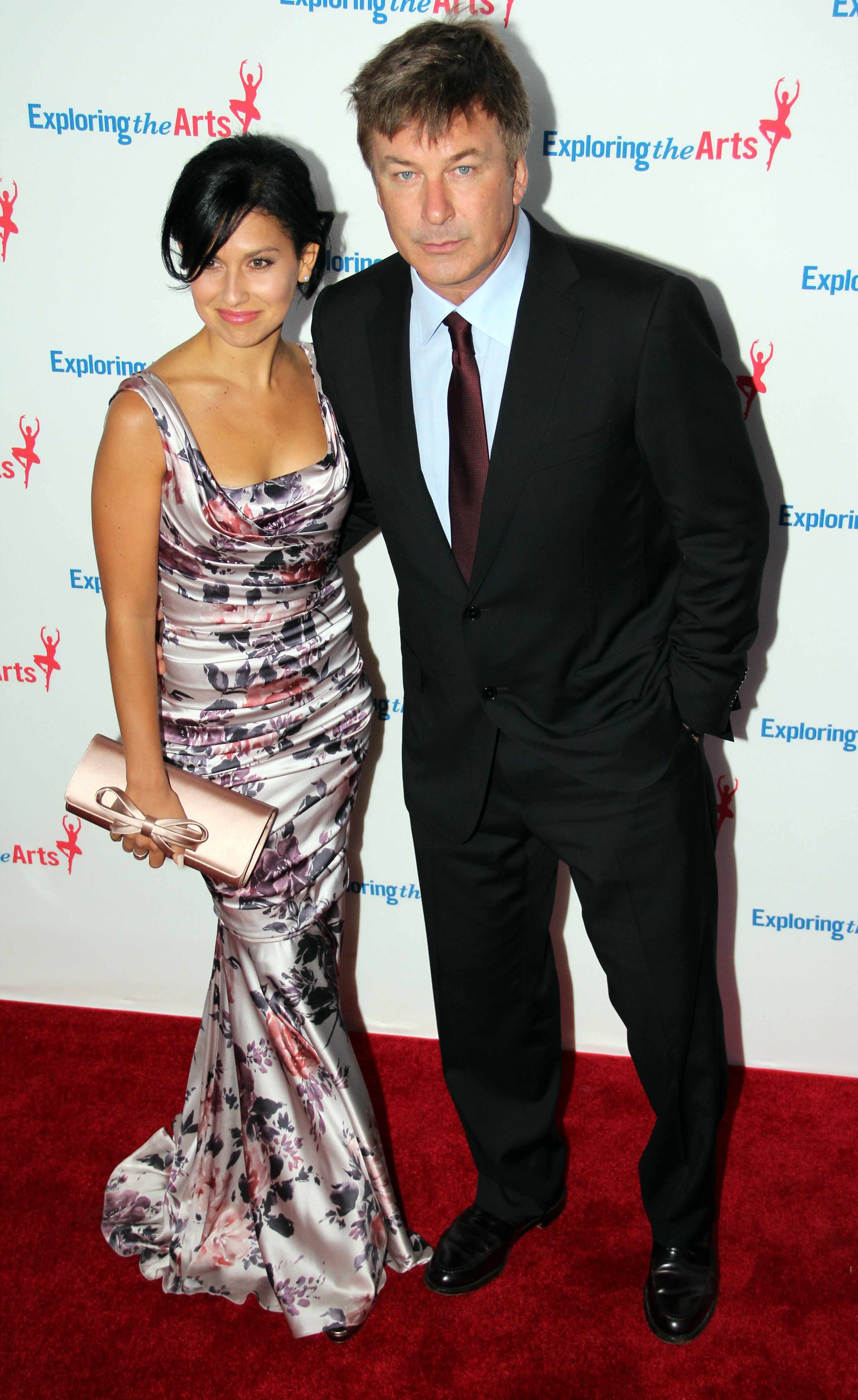
2011年、妻のHilaria Thomas（左）と

アレック・ボールドウィン（Alec Baldwin, 1958年4月3日 - ）は、アメリカ合衆国の俳優、プロデューサー、司会者。

## プロフィール
ニューヨーク州ロングアイランド出身。アイルランド人、イングランド人、フランス人の血を引くカトリック系。6人兄弟の長男。弟のダニエル・ボールドウィン、ウィリアム・ボールドウィン、スティーヴン・ボールドウィンも俳優である。ニューヨーク大学とリー・ストラスバーグ・インスティチュートで演技を学び、テレビ出演を経て1986年に映画デビューした。
『レッド・オクトーバーを追え!』のジャック・ライアン役で注目されて以降、1990年代半ばまで主演級スターだったが、現在は脇役に回ることが多く、体重もかなり増えている（本来は『パトリオット・ゲーム』以降もライアン役を演じる予定だったが、舞台出演のため降板した）。しかし、次のようにその評価は高い。
2003年に出演した『The Cooler』（2003年）ではカジノのボス役でナショナル・ボード・オブ・レビュー助演男優賞受賞。第76回アカデミー賞の助演男優賞にもノミネートされた。またテレビドラマでも活躍しており、近年NBCのコメディシリーズ『30 ROCK/サーティー・ロック』では、プライムタイム・エミー賞コメディ部門主演男優賞、ゴールデングローブ賞ミュージカル・コメディ部門男優賞、全米映画俳優組合賞コメディシリーズ男優賞を受賞するなど高評価を得ている。
2010年3月に開催された第82回アカデミー賞授賞式では司会を務めた。また、2011年にはハリウッド・ウォーク・オブ・フェームに名前が登録された（No.2443）。
2013年、ウディ・アレン監督の『ブルージャスミン』における演技が好評を博し、再び賞レース参戦への期待が高まった。しかし、英国アカデミー賞では本来助演であるはずのボールドウィンが主演男優とみなされた。そのため、アカデミー賞の投票において、主演と助演で混同される危険が高まった。
NBC『サタデー・ナイト・ライブ』にはホスト役で17回、と最多出演する常連であり、2016年10月の第42シーズンのシーズンプレミアにおいて、ドナルド・トランプに扮しケイト・マッキノン扮するヒラリー・クリントンと大統領候補の討論会のパロディを演じ、話題となった。これ以降も同番組にトランプ役で度々出演している。

## 不祥事
2021年10月21日、自身の主演作『Rust』の撮影中に、小道具の銃を誤射したことにより撮影監督が死亡し、監督が負傷するという事故が起きた。2023年1月31日、ニューメキシコ州サンタフェの検察当局はボールドウィンと小道具の銃器担当者を過失致死容疑で訴追した。その後、小道具の銃について当初のものに変更が加えられた可能性があるとの新たな証拠が浮上し、銃の検証が必要になったため、検察当局は4月20日に訴追取り下げを発表した。
しかし、2024年1月19日、検察当局はボールドウィンを過失致死の疑いで刑事訴追すると発表した。
同年4月15日、ニューメキシコ州の裁判所は銃器担当者に禁錮1年6月を言い渡した。
同年7月12日、同州の裁判所は、検察側が証拠となる銃弾を意図的に提示しなかったとして審理を打ち切った。問題となったのは、実弾が装填された経緯の解明につながる可能性があった別の銃弾で、検察側は弁護側に開示していなかった。裁判官は意図的だったとして「公正な手続きを妨げた」と指摘した。検察は判断を不服として控訴できるが、再び訴追することは認められていない。

## 私生活
1993年、女優のキム・ベイシンガーと結婚。1995年には娘のアイルランド・ボールドウィンが生まれたが、2002年に離婚している。2007年には娘の携帯電話に残した罵りのメッセージが流出して大きなニュースとなった。2012年には、ヨガ・インストラクターのヒラリー・”イラリア”・ヘイワード＝トーマスと再婚した。
2011年12月7日、アメリカン航空の旅客機に搭乗した際、離陸直前になっても携帯電話でオンラインゲームをしていて、スイッチを切らなかったという理由で、同機から強制的に降ろされた。この件で乗客に対しては謝罪しているが、アメリカン航空に対して融通の利かない企業であると『サタデー・ナイト・ライブ』でネタにした。
一時ニューヨーク市長選への出馬に関心を寄せていたが、意欲を失ったことを2011年12月に明らかにした。
2015年、妻のイラリアとの間に第2子となる男児が誕生。
2018年11月2日、駐車場所を巡り口論となった相手に暴行と嫌がらせを加えた疑いで逮捕・訴追された。
2020年、妻のイラリアとの間に第5子となる男児が誕生、2021年に第6子となる女児、2022年に第7子となる女児が誕生。

## 主な出演作品

### 映画
| 公開年 | 邦題 原題                                                                       | 役名                                      | 備考                         | 吹き替え                                                             |
| ------ | ------------------------------------------------------------------------------- | ----------------------------------------- | ---------------------------- | -------------------------------------------------------------------- |
| 1985   | 脱獄天使 Love on the Run                                                        | ショーン・カーペンター                    | テレビ映画                   |                                                                      |
| 1986   | 灰色の疑惑 Dress Gray                                                           | レイ                                      | テレビ映画                   |                                                                      |
| 1987   | アラモ2 Forever, Lulu                                                           | ウィリアム・バレット・トラヴィス          |                              |                                                                      |
| 1987   | ウーマン・イン・ニューヨーク Forever, Lulu                                      | バック                                    |                              |                                                                      |
| 1988   | 結婚の条件 She's Having a Baby                                                  | デヴィス・マクドナルド                    |                              |                                                                      |
| 1988   | ビートルジュース Beetlejuice                                                    | アダム                                    |                              | 安原義人                                                             |
| 1988   | 愛されちゃって、マフィア Married to the Mob                                     | キューカンバー（フランク・デ・マルコ）    |                              | 田中正彦                                                             |
| 1988   | ワーキング・ガール Working Girl                                                 | ミック・デューガン                        |                              | 大塚芳忠（ソフト版） 菅生隆之（テレビ朝日版）                        |
| 1988   | トーク・レディオ Talk Radio                                                     | ダン                                      |                              | TBA                                                                  |
| 1989   | グレート・ボールズ・オブ・ファイヤー Great Balls of Fire!                       | ジミー                                    |                              |                                                                      |
| 1990   | レッド・オクトーバーを追え! The Hunt for Red October                            | ジャック・ライアン                        |                              | 富山敬（ソフト版） 大塚芳忠（TBS版） 江原正士（テレビ朝日版）        |
| 1990   | マイアミ・ブルース Miami Blues                                                  | フレデリック                              |                              |                                                                      |
| 1990   | アリス Alice                                                                    | エド                                      |                              |                                                                      |
| 1991   | あなたに恋のリフレイン The Marrying Man                                         | チャーリー・パール                        |                              | 菅生隆之                                                             |
| 1992   | キスへのプレリュード Prelude to a Kiss                                          | ピーター・ホスキンス                      |                              | 山寺宏一（ソフト版） 松橋登（機内上映版）                            |
| 1992   | 摩天楼を夢みて Glengarry Glen Ross                                              | ブレイク                                  |                              | 大滝進矢                                                             |
| 1993   | 冷たい月を抱く女 Malice                                                         | ジェド・ヒル博士                          |                              | 辻親八（ソフト版） 江原正士（テレビ東京版）                          |
| 1994   | ゲッタウェイ The Getaway                                                        | ドク・マッコイ                            |                              | 江原正士（ソフト版、テレビ朝日版）                                   |
| 1994   | シャドー The Shadow                                                             | ラモント・クランストン / シャドー         |                              | 江原正士（ソフト版） 辻親八（テレビ朝日版）                          |
| 1995   | 欲望という名の電車 A Streetcar Named Desire                                     | スタンレー                                | テレビ映画                   | 菅生隆之                                                             |
| 1995   | 天国の約束 Two Bits                                                             | 成人のジェンナーロ/ナレーター             | クレジットなし               | 牛山茂                                                               |
| 1996   | 陪審員 The Juror                                                                | マーク・コーデル/ティーチャー             |                              | 池田秀一（ソフト版） 諸角憲一（日本テレビ版）                        |
| 1996   | ヘブンズ・プリズナー Heaven's Prisoners                                         | デイヴ・ロビショー                        | 兼製作総指揮                 | 山寺宏一（VHS版） 小山力也（テレビ東京版）                           |
| 1996   | ゴースト・オブ・ミシシッピー Ghosts of Mississippi                              | ボビー・デローター                        |                              | 金尾哲夫                                                             |
| 1996   | リチャードを探して Looking for Richard                                          | クラレンス公ジョージ                      | ドキュメンタリー             | 田中正彦                                                             |
| 1997   | ザ・ワイルド The Edge                                                           | ロバート・グリーン                        |                              | 佐々木勝彦（ソフト版） 山路和弘（テレビ朝日版）                      |
| 1998   | マーキュリー・ライジング Mercury Rising                                         | ニック・クドロー                          |                              | 江原正士（ソフト版） 菅生隆之（テレビ朝日版）                        |
| 1999   | 有罪判決/法廷に隠された真実 The Confession                                      | ロイ                                      | 兼製作                       |                                                                      |
| 1999   | シック・アズ・シーヴス Thick as Thieves                                         | マッキン                                  |                              |                                                                      |
| 1999   | ノッティングヒルの恋人 Notting Hill                                             | ジェフ・キング                            | クレジットなし               | 田中正彦（ソフト版） 西凜太朗（日本テレビ版） 乃村健次（機内上映版） |
| 2000   | 劇場版 きかんしゃトーマス 魔法の線路 Thomas and the Magic Railroad              | ミスター・コンダクター / ナレーター       |                              | 江原正士（ミスター・コンダクター） 森本レオ（ナレーター）            |
| 2001   | パール・ハーバー Pearl Harbor                                                   | ジェームズ・ドゥリトル                    |                              | 磯部勉（ソフト版） 佐々木勝彦（テレビ朝日版）                        |
| 2001   | キャッツ & ドッグス Cats and Dogs                                               | ブッチ                                    | 声の出演                     | 菅生隆之                                                             |
| 2001   | ファイナルファンタジー Final Fantasy: The Sprits Within                         | グレイ・エドワード                        | 声の出演                     | 小山力也                                                             |
| 2001   | ザ・ロイヤル・テネンバウムズ The Royal Tenenbaums                               | ナレーション                              |                              | 磯部勉                                                               |
| 2002   | ジョンソン大統領/ヴェトナム戦争の真実 Path to War                               | ロバート・マクナマラ                      | テレビ映画                   |                                                                      |
| 2002   | プルート・ナッシュ The Adventures of Pluto Nash                                 | M.Z.M                                     | クレジットなし               |                                                                      |
| 2003   | インプット -記憶- Second Nature                                                 | ポール・ケイン                            |                              |                                                                      |
| 2003   | ハットしてキャット The Cat in The Hat                                           | クイン                                    |                              | 谷口節                                                               |
| 2004   | ポリーmy love Along came Polly                                                  | スタン・インダスキー                      |                              | 佐々木勝彦                                                           |
| 2004   | ラスト・ショット The Last Shot                                                  | ジョン                                    |                              |                                                                      |
| 2004   | スポンジ・ボブ/スクエアパンツ ザ・ムービー The Spongebob Squarepants Movie      | 殺し屋デニス                              | 声の出演                     | 辻親八                                                               |
| 2004   | アビエイター The Aviator                                                        | ホアン・トリップ                          |                              | 佐々木勝彦                                                           |
| 2005   | エリザベスタウン Elizabethtown                                                  | フィル・デボース                          |                              | 菅生隆之                                                             |
| 2005   | ディック&ジェーン 復讐は最高! Fun with Dick and Jane                            | ジャック・マカリスター                    |                              | 土師孝也                                                             |
| 2006   | パラダイス・ロスト Mini's First Time                                            | マーティン                                |                              |                                                                      |
| 2006   | ディパーテッド The Departed                                                     | エラービー                                |                              | 加藤亮夫                                                             |
| 2006   | ハサミを持って突っ走る Running with Scissors                                    | ノーマン・バロウズ                        |                              | 佐々木勝彦                                                           |
| 2006   | グッド・シェパード The Good Shepherd                                            | サム・ミュラッハ                          |                              | 田中正彦                                                             |
| 2007   | 恋の終わりの始め方 Suburban Girl                                                | アーチー・ノックス                        |                              |                                                                      |
| 2008   | 2日間で上手に彼女にナル方法 My Best Friend's Girl                               | ターナー教授                              |                              |                                                                      |
| 2008   | マダガスカル2 Madagascar: Escape 2 Africa                                       | マクンガ                                  | 声の出演                     | 山路和弘                                                             |
| 2009   | 私の中のあなた My Sister's Keeper                                               | キャンベル・アレグザンダー                |                              | 福田信昭                                                             |
| 2009   | 恋するベーカリー It's Complicated                                               | ジェイク・アドラー                        |                              | 菅生隆之                                                             |
| 2011   | HICK ルリ13歳の旅 Hick                                                          | ボー                                      |                              | 藤原貴弘                                                             |
| 2012   | ロック・オブ・エイジズ Rock of Ages                                             | デニス・デュプリー                        |                              | （吹き替え版無し）                                                   |
| 2012   | ローマでアモーレ To Rome with love                                              | ジョン                                    |                              |                                                                      |
| 2012   | ガーディアンズ 伝説の勇者たち Rise of the Guardians                             | ニコラス・セント・ノース                  | 声の出演                     | 土師孝也                                                             |
| 2013   | ブルージャスミン Blue Jasmine                                                   | ハロルド・フランシス                      |                              | 土師孝也                                                             |
| 2014   | アリスのままで Still Alice                                                      | ジョン・ホーランド                        |                              | 木下浩之                                                             |
| 2015   | アロハ Aloha                                                                    | ディクソン                                |                              | 辻親八                                                               |
| 2015   | ミッション:インポッシブル/ローグ・ネイション Mission: Impossible - Rogue Nation | アラン・ハンリーCIA長官                   |                              | 田中正彦                                                             |
| 2015   | アンドロン Andron                                                               | アダム                                    |                              |                                                                      |
| 2015   | コンカッション Concussion                                                       | ジュリアン・ベイルズ医師                  |                              | 菅生隆之                                                             |
| 2016   | ボンジュール、アン Paris Can Wait                                               | マイケル                                  |                              | 田中正彦                                                             |
| 2016   | ハリウッド・スキャンダル Rules Don't Apply                                      | ロバート・マホイ                          |                              | TBA                                                                  |
| 2017   | ボス・ベイビー The Boss Baby                                                    | ボス・ベイビー                            | 声の出演                     | ムロツヨシ（劇場公開版） チョー（機内上映版）                        |
| 2018   | ブラック・クランズマン BlacKkKlansman                                           | ボーリガード医師                          | カメオ出演                   | 臼木健士朗                                                           |
| 2018   | ミッション:インポッシブル/フォールアウト Mission: Impossible - Fallout          | アラン・ハンリーIMF長官                   |                              | 田中正彦                                                             |
| 2018   | パブリック 図書館の奇跡 The Public                                              | ビル・ラムステッド                        |                              | （吹き替え版無し）                                                   |
| 2018   | アリー/ スター誕生 A Star Is Born                                               | 本人                                      | カメオ出演                   | TBA                                                                  |
| 2018   | ドランク・ペアレンツ／酔っ払い夫婦の大逆転 DRUNK PARENTS                        | フランク                                  |                              | 山路和弘                                                             |
| 2019   | マザーレス・ブルックリン Motherless Brooklyn                                    | モーゼス・ランドルフ                      |                              | 佐々木勝彦                                                           |
| 2019   | 氷の国のスイフティ 北極危機一髪! Arctic Dogs                                    | PB                                        | 声の出演                     | 真木駿一                                                             |
| 2019   | フレーミング・ジョン・デロリアン FRAMING JOHN DELOREAN                          | ジョン・デロリアン                        | ドキュメンタリー             | 井上和彦                                                             |
| 2020   | ピクシー 復讐と逃亡 Pixie                                                       | ヘクター・マグラス神父                    | 日本劇場未公開 WOWOWにて放映 |                                                                      |
| 2021   | ボス・ベイビー ファミリー・ミッション The Boss Baby: Family Business            | テッド・テンプルトン・Jr / ボス・ベイビー | 声の出演                     | ムロツヨシ                                                           |
| TBA    | Rust                                                                            |                                           | 撮影中、兼原案・製作         |                                                                      |

### テレビシリーズ
| 放映年    | 邦題 原題                                                  | 役名                    | 備考                                                                      | 吹き替え           |
| --------- | ---------------------------------------------------------- | ----------------------- | ------------------------------------------------------------------------- | ------------------ |
| 1983      | Cutter to Houston                                          | Dr. Hal Wexler          | 計9話出演                                                                 | N/A                |
| 1984-1985 | Knots Landing                                              | Joshua Rush             | 計40話出演                                                                | N/A                |
| 1998-2002 | きかんしゃトーマス Thomas & Friends                        | ナレーター              | 米国版第5、6シーズン（計52話）担当                                        | 森本レオ           |
| 2000      | ニュルンベルク軍事裁判 Nuremberg                           | ロバート・H・ジャクソン | ミニシリーズ 計2話出演                                                    | （吹き替え版なし） |
| 2002      | フレンズ Friends                                           | パーカー                | 第8シーズン第17話「紅茶占いの人」 第8シーズン第18話「ロスはスピーチ上手」 | 井上和彦           |
| 2004      | NIP/TUCK マイアミ整形外科医 Nip/Tuck                       | バレット・ムーア        | 第2シーズン第16話「Joan Rivers」                                          |                    |
| 2004      | ラスベガス Las Vegas                                       | ジャック・ケラー        | 第1シーズン第12話「新しい恋の予感」 第2シーズン第9話「消えた名画の謎」    |                    |
| 2005      | ザ・シンプソンズ The Simpsons                              | ケイレブ・ソーン博士    | 声の出演 第17シーズン第1話「Bonfire of the Manatees」                     | 小原雅人           |
| 2005      | ふたりは友達? ウィル&グレイス Will & Grace                 | マルコルム              | 計6話出演                                                                 |                    |
| 2006-2013 | 30 ROCK/サーティー・ロック 30 Rock                         | ジャック・ドナギー      | 計139話出演                                                               | （吹き替え版なし） |
| 2014      | LAW & ORDER:性犯罪特捜班 Law & Order: Special Victims Unit | Jimmy MacArthur         | 第15シーズン第18話「憎悪犯罪」                                            |                    |
| 2016-     | サタデー・ナイト・ライブ Saturday Night Live               | ドナルド・トランプ      | プライムタイム・エミー賞助演男優賞コメディ部門受賞                        | （吹き替え版なし） |
| 2018      | 倒壊する巨塔－アルカイダと「9.11」への道 The Looming Tower | ジョージ・テネット      | Huluリミテッドシリーズ                                                    |                    |
| 2021      | ドクター・デス                                             |                         |                                                                           |                    |